# ديفيد ديكسون
ديفيد ديكسون (بالإنجليزية: David Dixon)‏ (1 نوفمبر 1898 في المملكة المتحدة - ) هو لاعب كرة قدم بريطاني (وحمل سابقاً جنسية المملكة المتحدة لبريطانيا العظمى وأيرلندا) في مركز الظهير. لعب مع برمنغهام سيتي ونادي ريل ونادي ساوثيند يونايتد وBedlington United A.F.C. ‏ ونادي ساوث شيلدز ‏.